# Neuhaus (Adelsdorf)

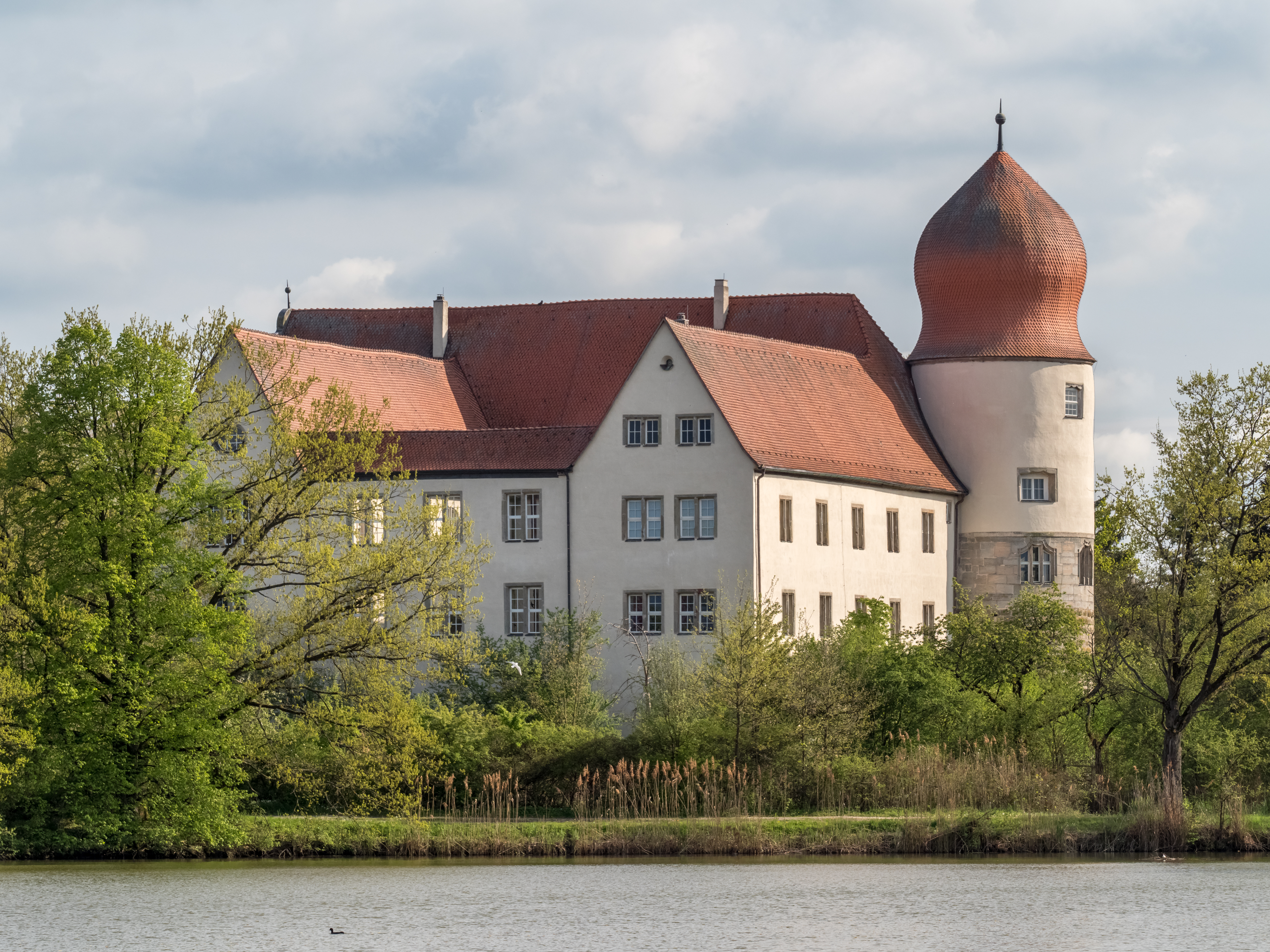
Wasserschloss in Neuhaus

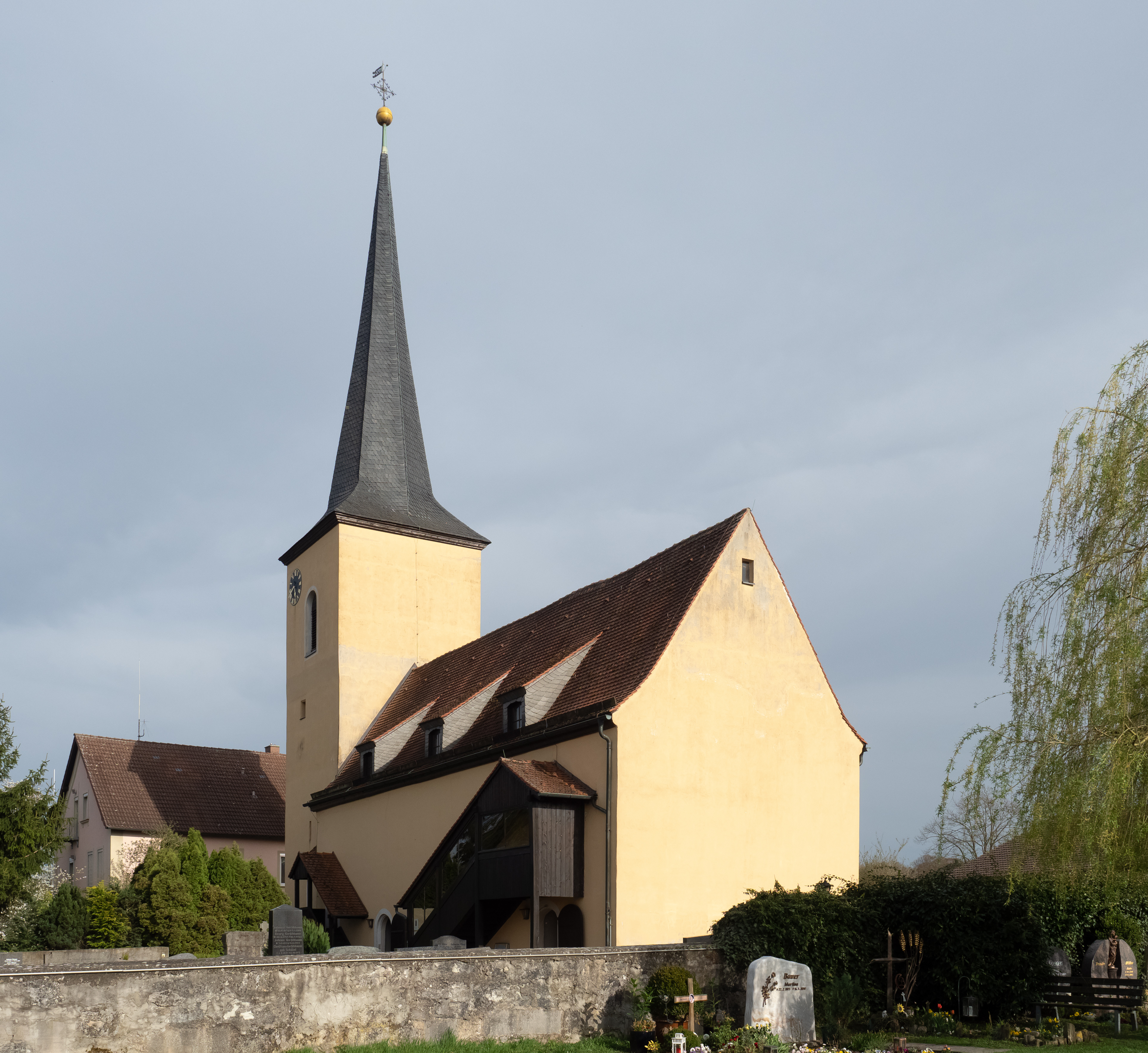
Pfarrkirche St. Matthäus

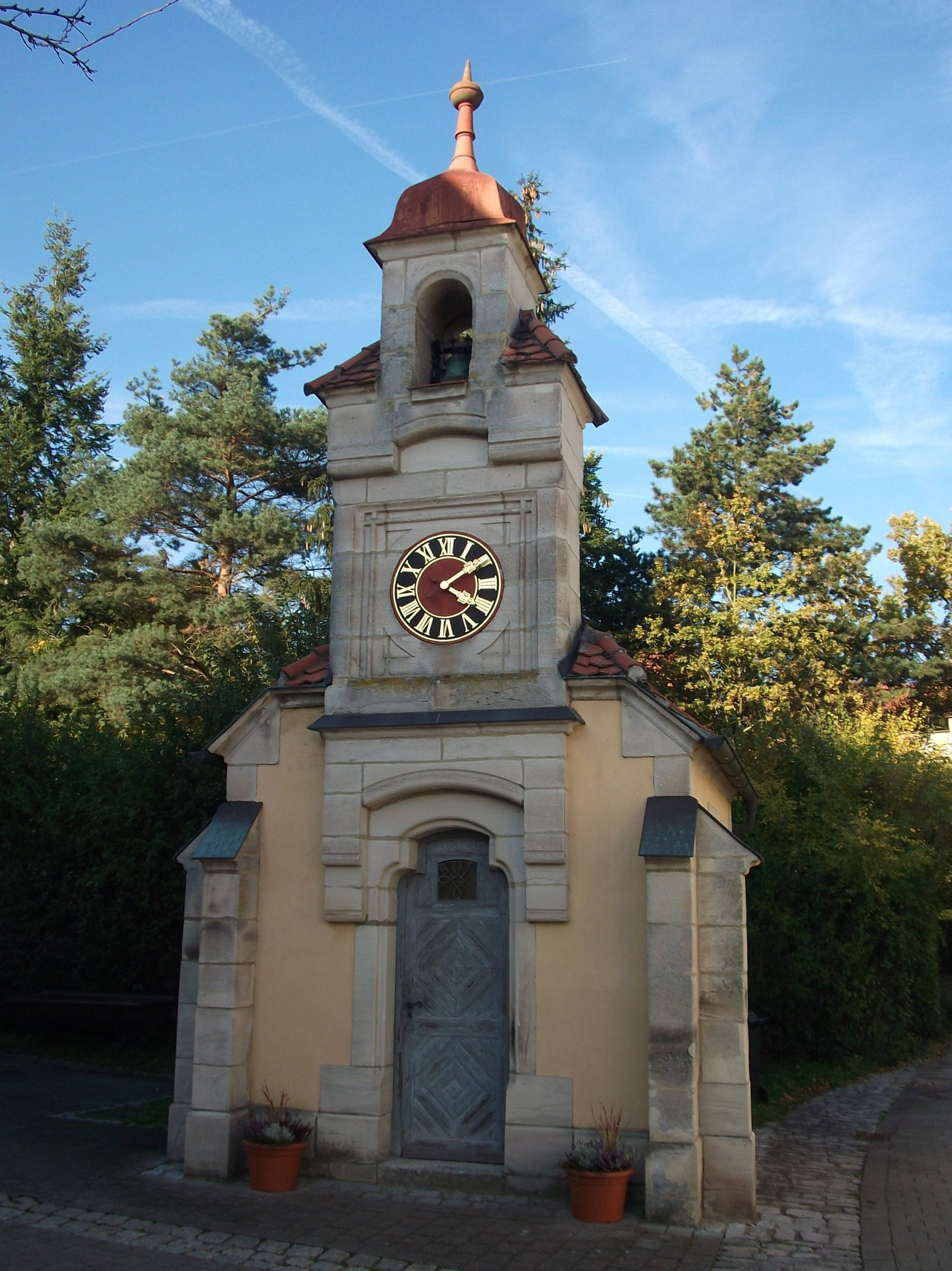
Kapelle

Neuhaus (ⓘ) ist ein Gemeindeteil der Gemeinde Adelsdorf im Landkreis Erlangen-Höchstadt (Mittelfranken, Bayern). Die Gemarkung Neuhaus hat eine Fläche von 5,970 km². Sie ist in 796 Flurstücke aufgeteilt, die eine durchschnittliche Flurstücksfläche von 7499,74 m² haben.

## Geographie
Das Pfarrdorf liegt drei Kilometer südlich von Adelsdorf und 14 Kilometer von Erlangen entfernt. Es ist ein langgezogenes Straßendorf mit einem Wasserschloss. Der Ort liegt am Neuhauser Mühlgraben, der eine Kette von Weihern speist und weiter nördlich als rechter Zufluss in den Staffelbach mündet. Auch im Westen befinden sich Weiher (Kirchleitenteiche, Kirchenweiher, Steinweiher). Im Nordwesten liegt der Galgenberg und der Bucher Wald. Im Nordosten grenzt das Flurgebiet Große Bodenleite an und im Osten der Neuhauser Wald. Noch weiter nördlich befindet sich die Flur Ziegenanger, ein Naturschutzgebiet.
Die Kreisstraße ERH 16 verläuft zur Bundesstraße 470 bei Adelsdorf (1,8 km nördlich) bzw. die A 3 überbrückend zur Staatsstraße 2240 (1,8 km südlich) zwischen Buch im Nordwesten und Klebheim im Südosten. Die Kreisstraße ERH 35 verläuft nach Heppstädt (2,1 km östlich). Eine Gemeindeverbindungsstraße verläuft, die A 3 überbrückend, nach Buch zur St 2240 (1,5 km südwestlich).

## Geschichte
Neuhaus bestand ursprünglich aus den drei Orten Schwabenberg, Grub und Neuhaus. Der untere Teil mit dem Schloss gab schließlich den Namen für das ganze Dorf. 1151 wurde Grub erstmals urkundlich erwähnt. Das Schloss war ursprünglicher Besitz der Herzöge von Andechs-Meranien. Nach deren Aussterben kam es an die Herren von Truhendingen, die es 1382 König Wenzel verpfändeten. Dieses Pfand löste das Hochstift Bamberg ein. Um 1470 gelangte Neuhaus an die Herren von Heßberg. 1504 hatte Sigismund von Heßberg von Maximilian I. die Ausübung der Hohen Gerichtsbarkeit als Reichslehen auf seinen Besitzungen erhalten. Dadurch wurde aber die Obrigkeit der Bamberger Bischöfe angetastet. 1544 einigte man sich in einem Vertrag, dass Schloss und Halsgericht von Bamberg zu Lehen genommen wurden. Karl V. bestätigte diesen Vertrag, der im folgenden Jahr mit dem neuen Schlossherren Wolf von Crailsheim erneuert wurde. Der Galgenberg zwischen Neuhaus und Buch erinnert noch an das ehemalige Halsgericht.
Gegen Ende des 18. Jahrhunderts gab es in Neuhaus 64 Anwesen. Das Hochgericht übte das Adelige Halsgericht Neuhaus der Freiherren von Crailsheim aus. Die Dorf- und Gemeindeherrschaft hatte das Rittergut Neuhaus. Grundherren waren das Rittergut Neuhaus (Schloss, 4 Höfe, Freiwirtshaus, Badstube, 16 Güter, 14 Gütlein, 23 Häuser, Ziegelei, Mühle, Brauhaus) und das Rittergut Buch (1 Gut).
1802 kam Neuhaus an das Kurfürstentum Bayern. Im Rahmen des Gemeindeedikts wurden 1811 der Steuerdistrikt und die Ruralgemeinde Neuhaus gebildet, zu denen Heppstädt gehörte. 1818 bildete Heppstädt eine eigene Ruralgemeinde. Die Gemeinde Neuhaus war in Verwaltung und Gerichtsbarkeit dem Landgericht Herzogenaurach zugeordnet und in der Finanzverwaltung dem Rentamt Erlangen (ab 1847: Rentamt Herzogenaurach). In der freiwilligen Gerichtsbarkeit und der Ortspolizei unterstand der ganze Ort dem Patrimonialgericht Neuhaus (bis 1848). Ab 1862 gehörte Neuhaus zum Bezirksamt Höchstadt an der Aisch (1939 in Landkreis Höchstadt an der Aisch umbenannt) und ab 1880 zum Rentamt Höchstadt (1919 in Finanzamt Höchstadt umbenannt, 1929–1972: Finanzamt Forchheim, seit 1972: Finanzamt Erlangen). Die Gerichtsbarkeit blieb beim Landgericht Herzogenaurach, von 1879 bis 1959 war das Amtsgericht Höchstadt an der Aisch zuständig, von 1959 bis 1973 das Amtsgericht Forchheim, seitdem ist es das Amtsgericht Erlangen. Die Gemeinde hatte eine Gebietsfläche von 5,966 km².
Am 1. Januar 1972 wurde Neuhaus im Zuge der Gebietsreform nach Adelsdorf eingegliedert.

### Baudenkmäler
- Neuhauser Hauptstr. 2: Frackdachhaus mit Anbau
- Schlossstr. 18: Wohnhaus
- Schlossstr. 24: Wasserschloss
- Schlossstr. 25: Ehemalige Schlossscheune
- Schlossstr. 27: Kleinbauernhaus
- Kapelle
- Fischhaus
- Martersäule
- Brunnen
- St. Matthäus (Neuhaus, Adelsdorf)

### Einwohnerentwicklung
| Jahr      | 1818   | 1840   | 1852   | 1855   | 1861   | 1867   | 1871   | 1875   | 1880   | 1885   | 1890   | 1895   | 1900   | 1905   | 1910   | 1919   | 1925   | 1933   | 1939   | 1946   | 1950   | 1952   | 1961  | 1970   | 1987  |
| Einwohner | 392    | 407    | 443    | 438    | 421    | 420    | 436    | 427    | 437    | 425    | 389    | 399    | 406    | 411    | 428    | 446    | 428    | 414    | 401    | 682    | 632    | 550    | 489   | 529    | 715   |
| Häuser    | 70     |        |        |        |        |        | 78     |        |        | 84     | 84     |        | 83     |        |        |        | 82     |        |        |        | 85     |        | 93    |        | 186   |
| Quelle    | [ 12 ] | [ 13 ] | [ 13 ] | [ 13 ] | [ 14 ] | [ 15 ] | [ 16 ] | [ 17 ] | [ 18 ] | [ 19 ] | [ 20 ] | [ 13 ] | [ 21 ] | [ 13 ] | [ 22 ] | [ 13 ] | [ 23 ] | [ 13 ] | [ 13 ] | [ 13 ] | [ 24 ] | [ 13 ] | [ 9 ] | [ 25 ] | [ 2 ] |

## Religion
Der Ort ist seit der Reformation evangelisch-lutherisch geprägt und nach St. Matthäus (Neuhaus, Adelsdorf) gepfarrt. Die Einwohner römisch-katholischer Konfession sind nach St. Stephanus (Adelsdorf) gepfarrt.